# Omán hadereje
Omán hadereje, hivatalosan nevén a Sultan of Oman's Armed Forces (Az Ománi Szultán Fegyveres Erői) három haderőnemből, a szárazföldi haderőből, a légierőből és a haditengerészetből, valamint két speciális, önálló szárazföldi egységből áll. Költségvetése méretéhez képest magasnak számít, 2017-ben 8,686 milliárd amerikai dollár volt. A fegyveres erők teljhatalmú, korlátlan főparancsnoka a mindenkori ománi szultán. A mai modern ománi haderő létrehozása és megteremtése Kábúsz szultán (1970-2020) nevéhez fűződik.

## Fegyveres erők létszáma
- Aktív állomány: 128 000 fő, tartalékos: 100 000 fő

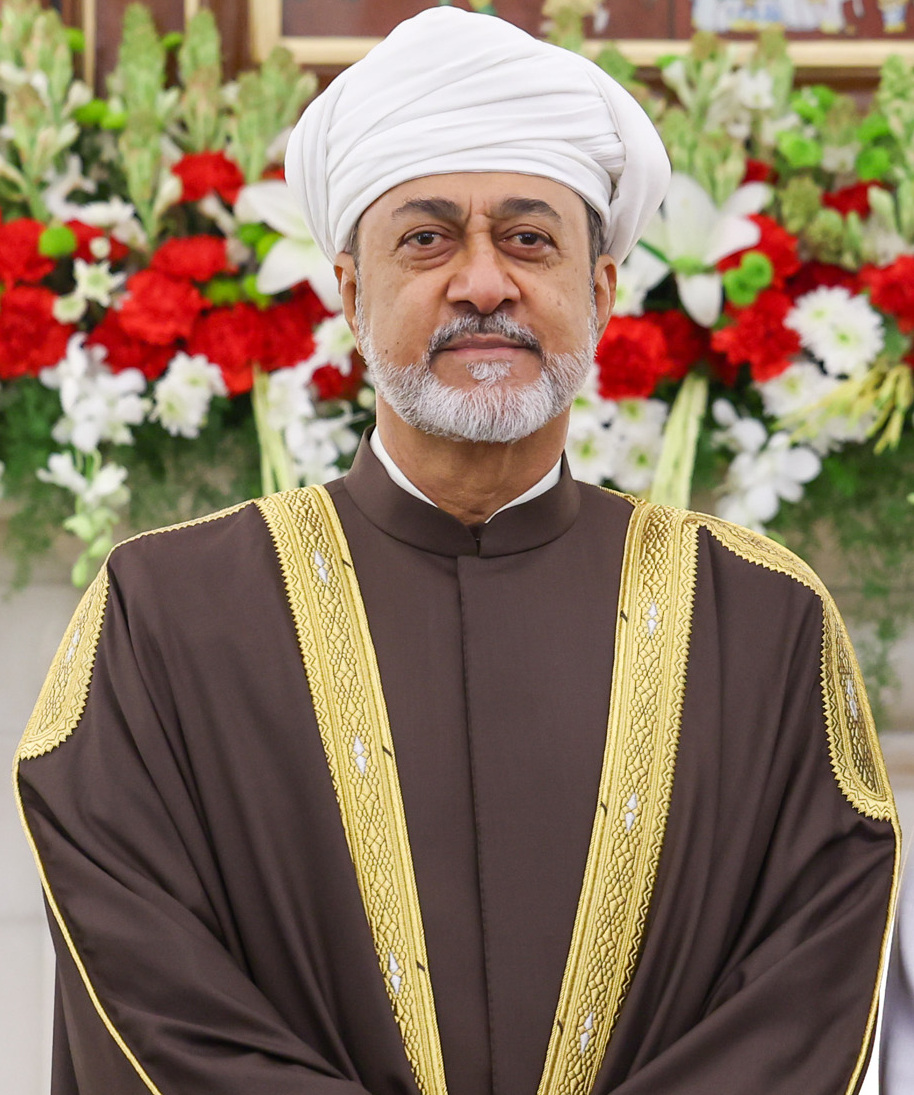
Hajszam bin Tárik Ál Szaíd ománi szultán (2020-) a fegyveres erők teljhatalmú főparancsnoka.
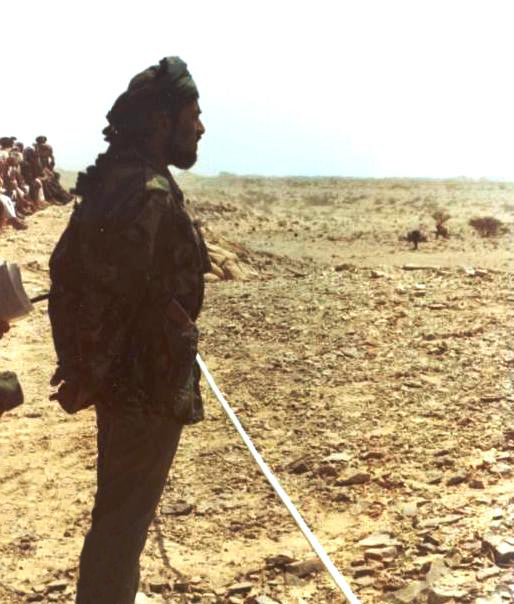
Kábúsz ománi szultán (1970-2020) egy hadgyakorlaton, 1980-ban.

## Szárazföldi hadsereg -Royal Army of Oman(Királyi Ománi Hadsereg)
Létszám
25 000 fő
Állomány
- 1 páncélos-dandártörzs
- 2 gyalogos-dandártörzs
- 2 páncéloszászlóalj
- 1 felderítő zászlóalj
- 8 gyalogoszászlóalj
- 4 tüzérezred
- 1 felderítő zászlóalj
- 1 műszaki zászlóalj
- 1 ejtőernyős zászlóalj

Felszerelés
- 116 db harckocsi (M60 A1/A3, Challenger 2)
- 87 db közepes harckocsi és felderítő harcjármű (Scorpion, VBL)
- 190 db páncélozott szállító jármű
- 120 db tüzérségi löveg: 96 db vontatásos, 24 db önjáró

A Royal Army of Oman jelvénye
A Royal Army of Oman zászlaja
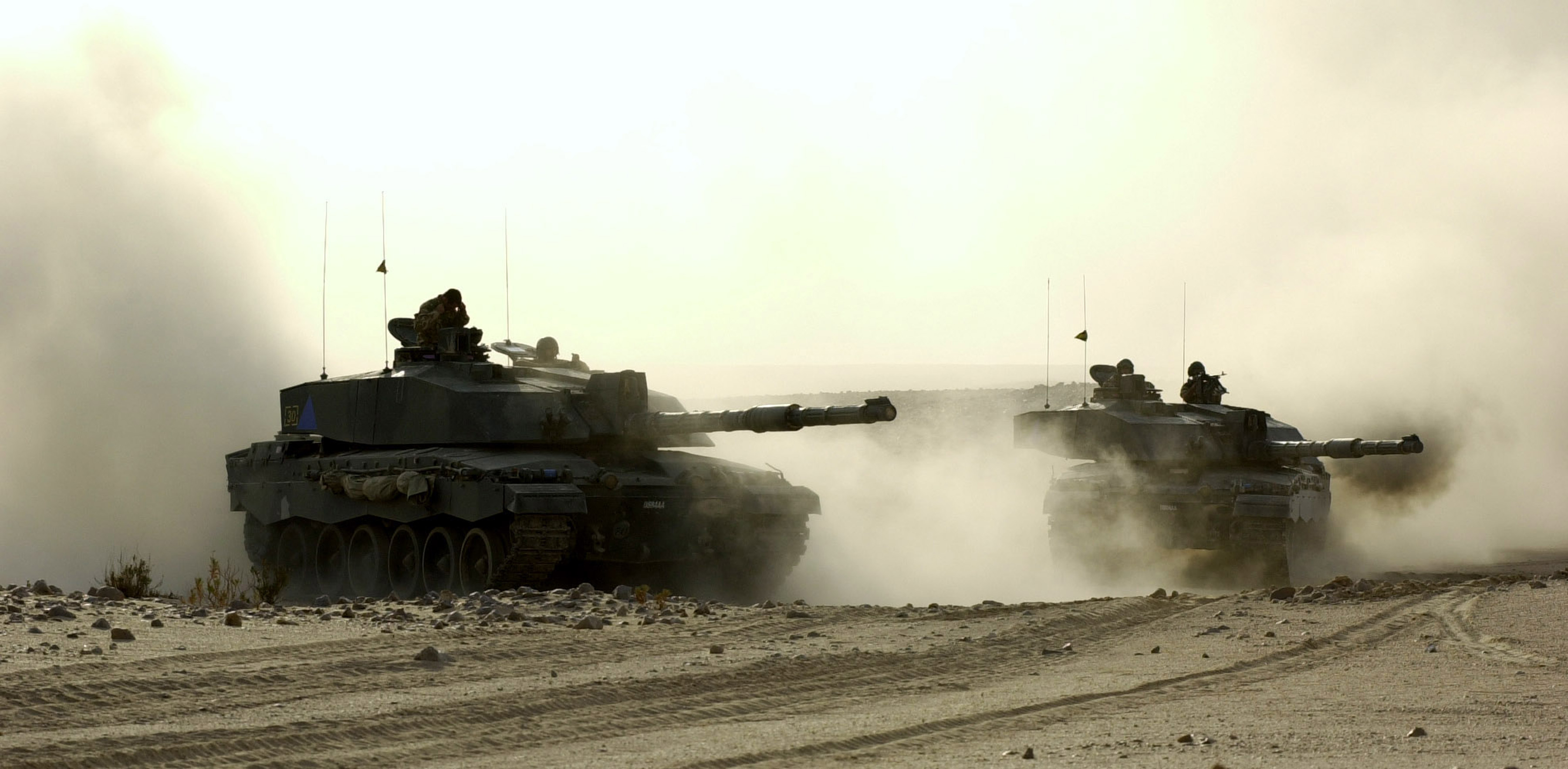
Ománi Challenger 2 harckocsik
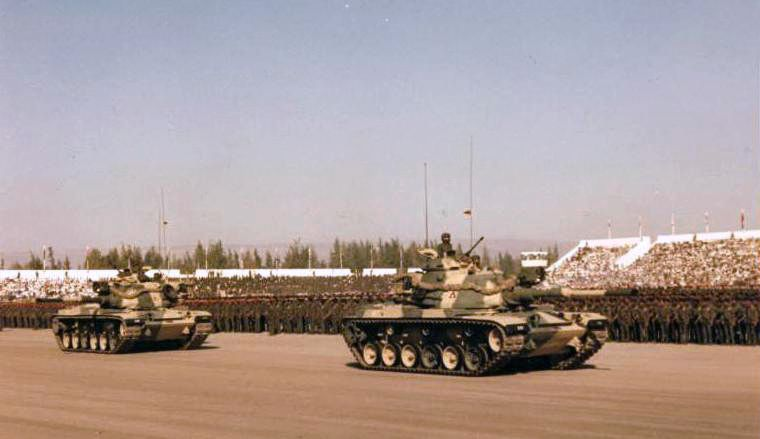
Ománi M60 harckocsik egy díszszemlén 1981-ben

## Royal Guard of Oman(Királyi Ománi Gárda)
Létszám
4500-5000 fő
Feladata az ománi szultán személyének és rezidenciáinak védelme.
Felszerelés
- 9 db B1 Centauro páncélozott harcjármű
- 56 db VAB (Renault Véhicule de l'Avant Blindé) páncélozott harcjármű

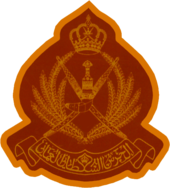
A Royal Guard of Oman jelvénye
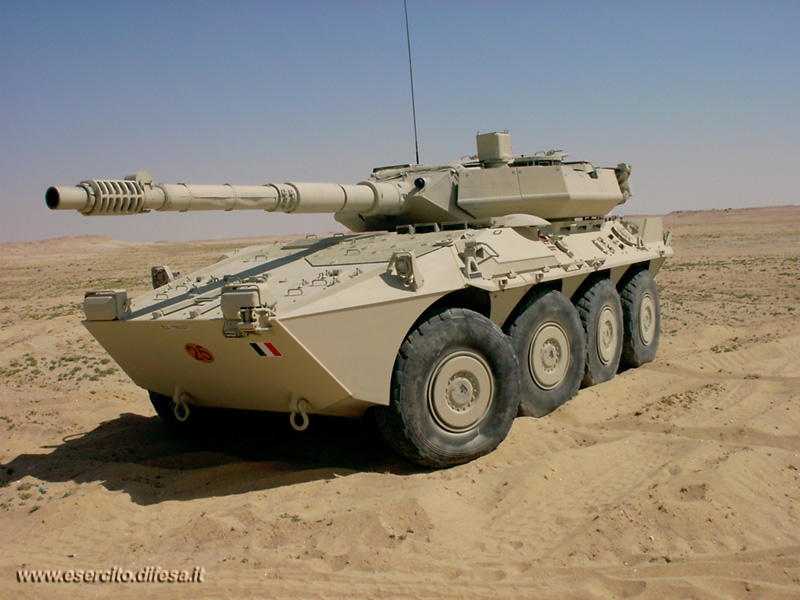
Olasz gyártmányú B1 Centauro páncélozott harcjármű
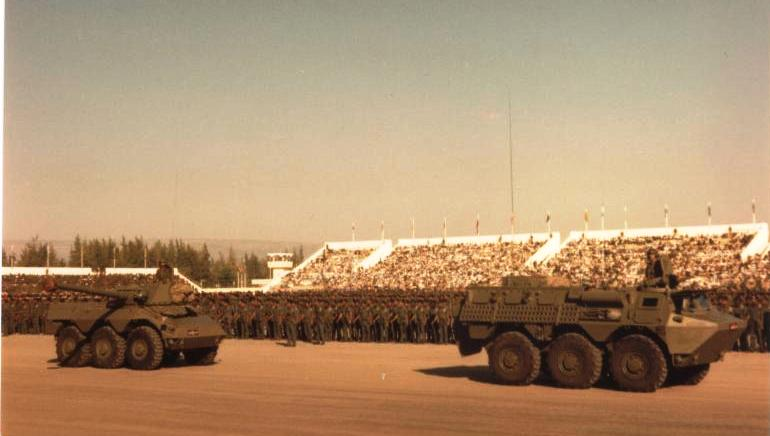
A Royal Guard of Oman VAB és VBC-90 típusú páncélozott harcjárművei egy díszszemlén 1981-ben

## Sultan's Special Forces- A Szultán Különleges Erői
Létszám
2000 fő
Kommandó jellegű elitegység. 

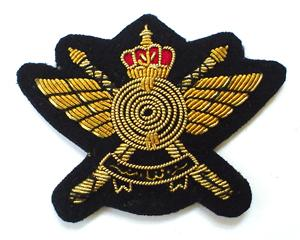
A Sultan's Special Forces tisztisapkajelvénye
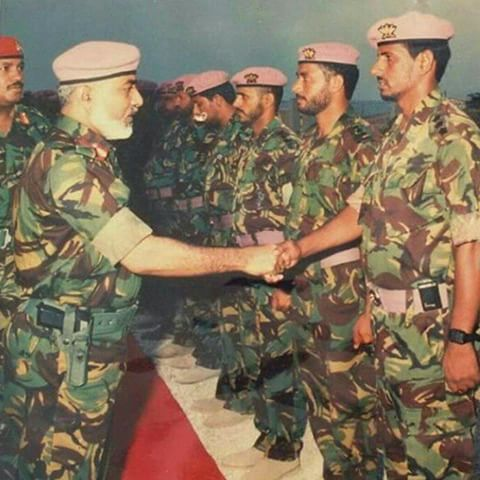
Kábúsz ománi szultán (1970-2020) a Sultan's Special Forces tagjaival, 2016-ban

## Légierő -Royal Air Force of Oman(Királyi Ománi Légierő)
Létszám
4100 fő
Állomány
- 2 közvetlen támogató század

Felszerelés
- 40 db harci repülőgép (12 db Eurofighter Typhoon, 17 db F-16C, 6 db F-16D, 20 db BAE Hawk 200)
- 13 db szállító repülőgép
- 30 db helikopter

A Royal Air Force of Oman jelvénye
A Royal Air Force of Oman felségjelzése
A Royal Air Force of Oman zászlaja

## Haditengerészet -Royal Navy of Oman(Királyi Ománi Haditengerészet)
Létszám
4200 fő
Hadihajók
- 5 db korvett
- 13 db járőrhajó
- 1 db deszanthajó
- 4 db vegyes feladatú hajó

A Royal Navy of Oman jelvénye
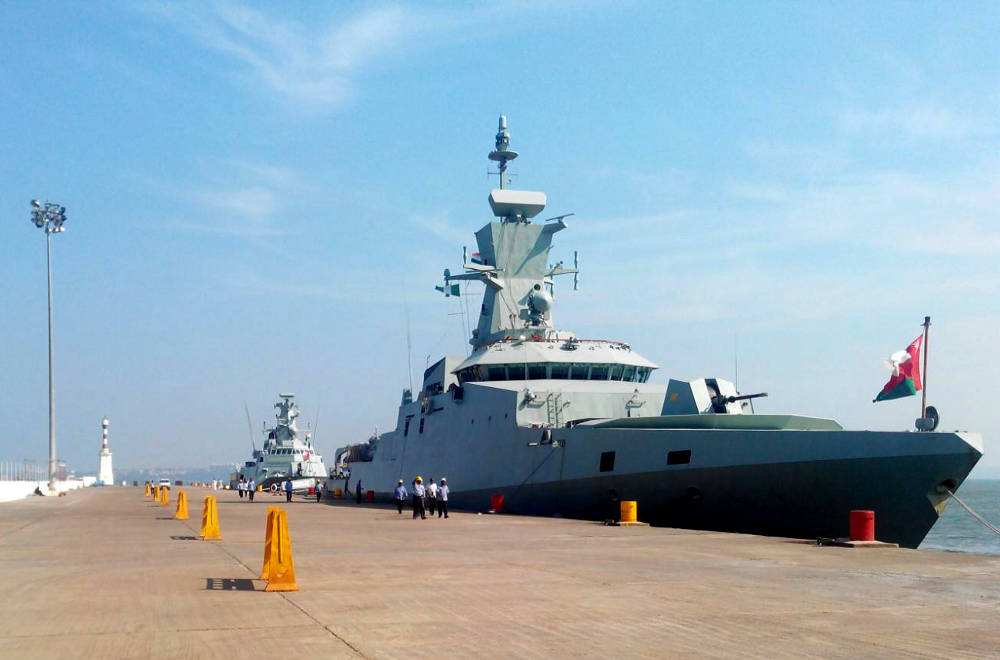
A Khareef osztály három egységének egyike, a 2660 tonnás Al-Shamikh (Q40) ománi korvett
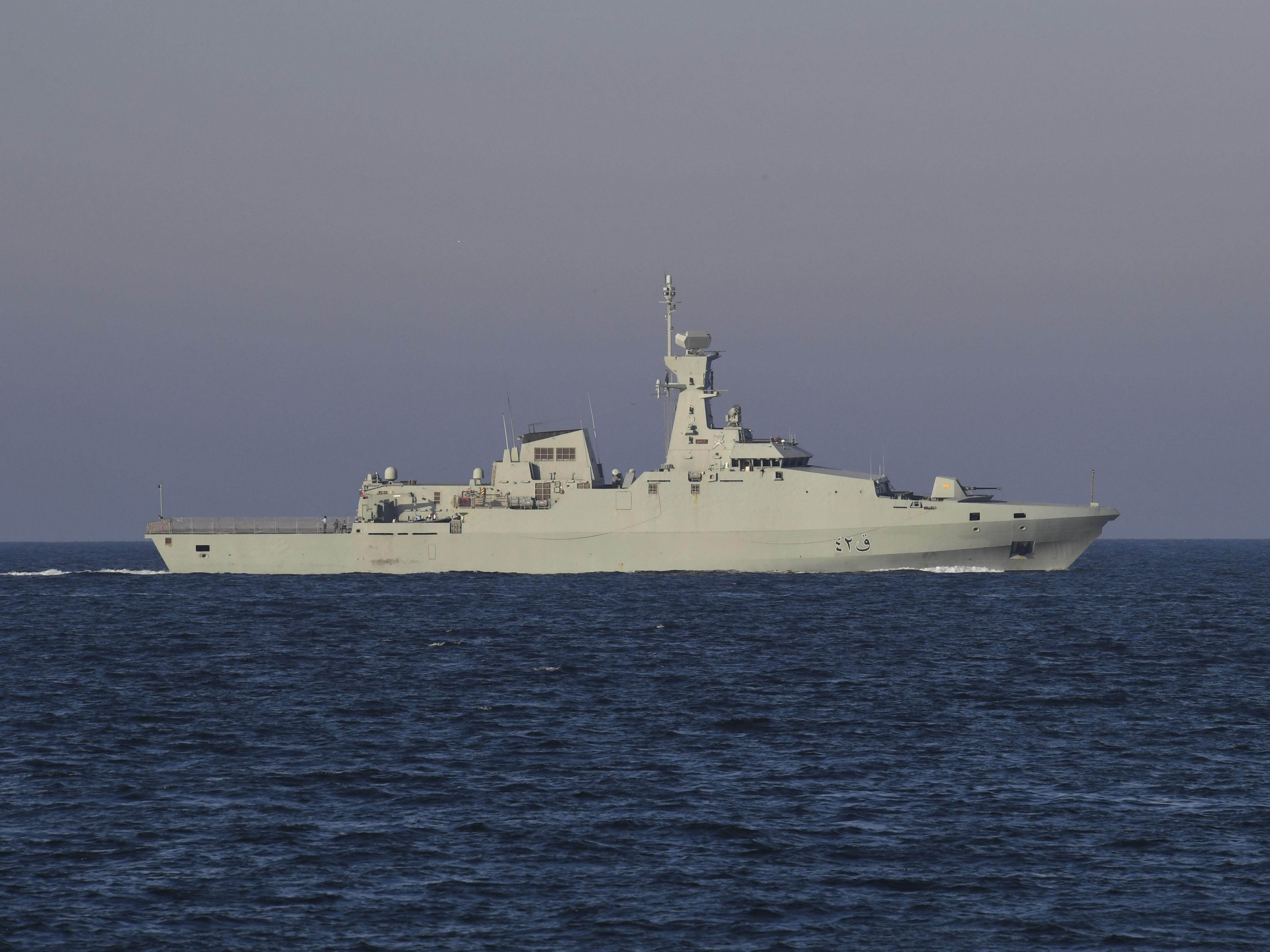
A Khareef osztályú Al-Rasikh (Q42) ománi korvett
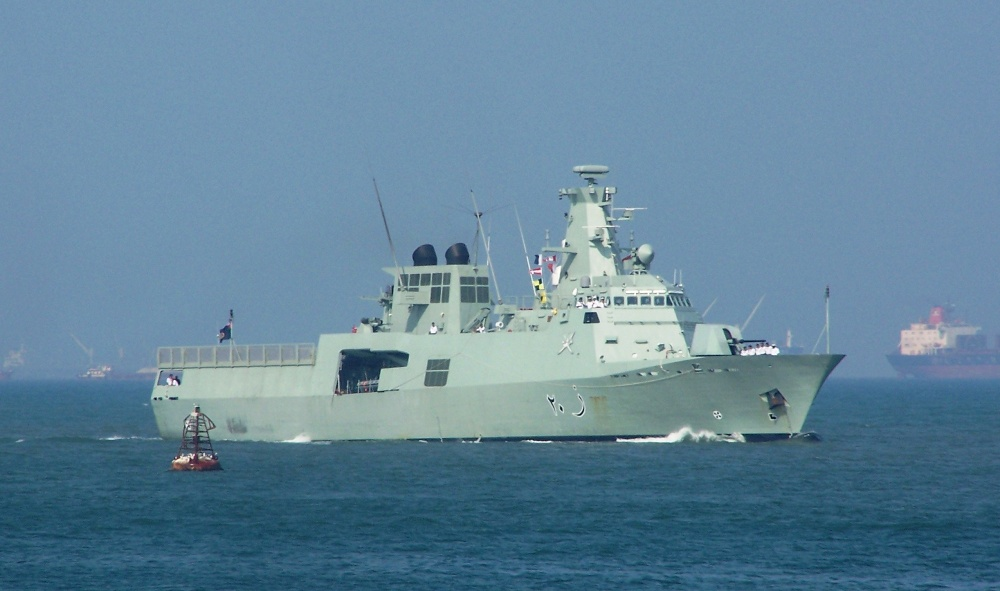
Az Al-Seeb 1100 tonnás ománi őrhajó